# Glaser-koppeling
De Glaser-koppeling is een koppelingsreactie uit de organische chemie waarbij twee terminale alkynen worden gekoppeld met behulp van koper(I)-zouten als katalysator (typisch koper(I)chloride of koper(I)bromide) en een geschikte oxidator, zoals zuurstofgas. Verder wordt een base gebruikt om het alkynwaterstof te abstraheren. Oorspronkelijk was dit ammoniak (in situ gevormd door ammoniumhydroxide in water). De reactie, die vernoemd werd naar Carl Andreas Glaser, verloopt in water of een alcohol (bijvoorbeeld ethanol) als oplosmiddel.
De Glaser-koppeling is een van de oudste koppelingsreacties waarbij alkynen betrokken zijn. Ze werd reeds in 1869 gepubliceerd. Vergelijkbare koppelingsmethoden zijn de Castro-Stephens-koppeling en de Sonogashira-koppeling.

## Toepassing
De koppelingsmethode werd in 1882 gebruikt door Adolf von Baeyer bij zijn synthese van indigo uit kaneelzuur: